# 一之江境川親水公園
一之江境川親水公園（いちのえさかいがわしんすいこうえん）は、東京都江戸川区一之江1丁目、5丁目、6丁目、一之江町、二之江町、船堀7丁目付近を流れる一之江境川を利用した親水公園である。「野川の再生」をテーマとした公園で全長は3.2kmに及ぶ、平成7年（1995年）4月1日より順次開園した。また翌年には地域住民により「一之江境川親水公園を愛する会」が発足、平成20年度（2008年度）に「第19回みどりの愛護」功労者国土交通大臣表彰を受賞、平成23年度（2011年）には「手づくり郷土賞」（一般部門）を受賞した。公園内には夏に小さな子供が遊べる水の広場が3か所、車椅子用トイレが4か所あり、10月には「中央・一之江ふるさとまつり」が開催されることでも知られる。

## 公園テーマ

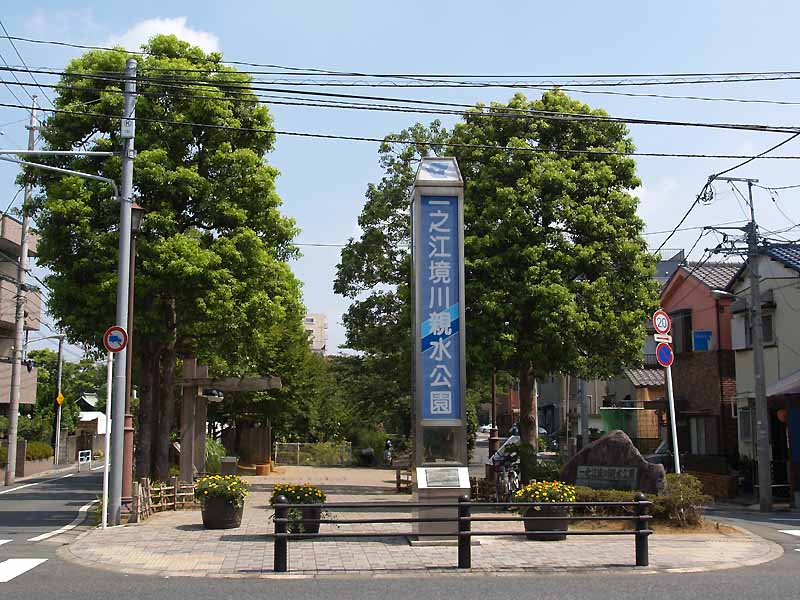
一之江境川親水公園（2007年8月）

一之江境川親水公園は「野川の再生」をテーマに自然に近い水辺を目指して整備された。魚や昆虫、水生植物が生息できるように新中川の自然水を流している。ハゼ、スズキ、テナガエビなども見られ、冬から春にはカモが飛来、豊かな自然とふれあえる親水公園である。また約2800本の樹木が植えられソメイヨシノ、クスノキ、サツキ、アジサイなどが見られる。

## 一之江境川の歴史
一之江境川はかつて東一之江村と西一之江村との間を流れ、用水路や船の運航路として活用された清流であった。しかし昭和30年代（1955年）頃から進んだ都市化により、生活排水が川に流れ込み河川環境は悪化の一途を辿ったという。それから約40年を経て「野川の再生」をテーマに親水公園を整備、平成7年（1995年）3月に今井街道より上流が、翌年4月に下流が完成した。全長は3.2kmに及ぶ。また同年、地域住民が集まって「一之江境川親水公園を愛する会」を発足、甦った清流の親水公園を後世に引き継ぐ事を目標に活動している。平成18年（2006年）には一之江境川親水公園の沿川が景観地区となった。

## 一之江境川親水公園を愛する会
「一之江境川親水公園を愛する会」は同公園の清流を守り、後世に受け継ぐふるさと作りを目指し平成8年（1996年）に設立、一之江境川流域の町会、自治会、子供会、くすのきクラブ等18団体により構成され、会員数は17000世帯以上に及ぶ。毎年夏には「早朝清掃」「自然観察会」秋には「秋の虫の歌声鑑賞会」「秋の一斉美化運動」等の行事を開催。親水公園を訪れる住民の自然空間に関する意識向上及びふるさと愛護心の啓発に貢献し、平成20年度（2008年度）「第19回みどりの愛護」功労者国土交通大臣表彰や平成23年度（2011年度）「手づくり郷土賞」（一般部門）を受賞した。また江戸川区は５つの親水公園などの整備と区民ボランティアの活動により平成27年（2015年）第1回「美し国づくり景観大賞」を受賞した。「美し」は「うまし」と読む。
- 7月「夏季早朝清掃」（参加者1000名）子供会を中心に川底磨き等の清掃活動。

- 8月「自然観察会」（参加者150名）子供たちが川に入りながら水生生物や昆虫などを観察。

- 9月「秋の虫歌声鑑賞会」（参加者70名）日暮れ後に子供たちを集めプロ・ナチュラリストを招いて虫の観察会を開催。[6][3]。

## 水遊び広場
一之江境川親水公園には幼い子供が夏に利用できる水遊び広場「じゃぶじゃぶ池」が3ヵ所あり、全てに水のシャワーが設置されている。池の水は境川本流の流れを迂回させ水道水を循環利用、江戸川区内の水遊び場の中で初めて清掃を必要としない濾過設備が整備された。平成29年（2017年）のじゃぶじゃぶ池は7月1日から8月31日まで開設された。
- 上流部じゃぶじゃぶ池（円福寺前）一之江5丁目12番先、面積240m2。
- 中流部じゃぶじゃぶ池（松江第5中学校前）一之江6丁目18番先、面積355m2。
- 下流部じゃぶじゃぶ池（ニ之江さくら公園前）二之江町1374番先、面積145m2[13]。

## 桜・花見
一之江境川親水公園には平成28年（2016年）3月の時点で156本の桜の木が植えられ、主にソメイヨシノが鑑賞できる。3月中旬にカンヒザクラ、3月下旬からソメイヨシノ、シダレザクラ、4月中旬にはウコンとヤマザクラが見頃を迎える。また9月頃から開花が見られ4月中旬に見頃を迎える二季咲のジュウガツザクラもある。シダレザクラは上流の一之江5丁目にある庭園風の公園・一之江抹香亭でも数本が見られ、中流では一之江7丁目の感応寺に1本、下流では船堀6丁目の古民家・好日荘の前にも植えられている。またソメイヨシノは下流沿いの公園などでも見られる。
- ニ之江さくら公園（二之江町1371番）ソメイヨシノなど33本の桜がある[14]。子供がアスレチックを楽しめる複合遊具があり、親水公園のじゃぶじゃぶ池と一体整備された公園[16]。
- 船堀スポーツ公園（船堀6丁目6番1号）ソメイヨシノなど27本の桜がある[14]。船堀駅周辺では一番大きな公園。3種の滑り台や砂場など遊具の他、テニスなどの壁打ちもできる[17]。
- 新川千本桜（船堀6丁目、7丁目付近）親水公園の下流終点から100mほど南へ進むと新川があり、3kmの川沿いにソメイヨシノを中心に20種718本の桜が植えられている[14]。桜の数は平成30年（2018年）3月時点で小松川千本桜、葛西臨海公園に次いで多く、江戸川区の桜の名所となっている[14][注 5]。新川千本桜祭りには手漕ぎ和船が運航する[18]。

## 一之江境川沿い名所

### 一之江分教場の杜公園
江戸川区一之江1丁目2番17号。「えどがわ百景123」に選定。大正9年（1920年）に地域6校の小学校が合併、瑞江尋常高等小学校が建設されたが、大正12年（1923年）関東大震災で損傷。一之江地区の低学年児童は合併前の小学校・一之江分教場に通った。一之江分教場の杜公園（いちのえぶんきょうじょうのもりこうえん）は震災からの復興を願いながら学んだ記憶を今に伝えようと平成26年（2014年）に開園。園内には当時の写真を記した石碑や、分教場で子供たちが履物を脱ぐ際に使った沓脱石（くつぬぎいし）が置かれている。

### 一之江抹香亭
江戸川区一之江5丁目13番16号。「えどがわ百景32」に選定。一之江抹香亭（いちのえまっこうてい）は、江戸時代から抹香を作っていた旧東一之江村の旧家・抹香屋田澤家跡を庭園風に整備した公園である。園内の庭には樹齢750年以上のタブノキがあり、抹香作りの際、タブノキの葉を乾燥させ石臼で挽いて抹香に加えていた。
庭園では春に紅白の梅や枝垂桜の花が、秋には紅葉が見られる。園芸植物展も開かれ季節ごとに春の七草、サクラソウ、サツキ、アジサイ、菊花などが鑑賞できる。また箏の鑑賞会や茶席、雛人形や五月人形の展示など、様々な催しが行われている。

### カンタンの里
江戸川区一之江5丁目12番4号。原っぱを再現したような広場。虫たちを守るために整備され、案内板には思いやりを持って観察するように記されている。毎年9月に地域の子供たちなどが参加する虫の音の鑑賞会がある。カンタンとは直翅目コオロギ科の昆虫の1種をさす。

### 城東電気軌道・江戸川線跡

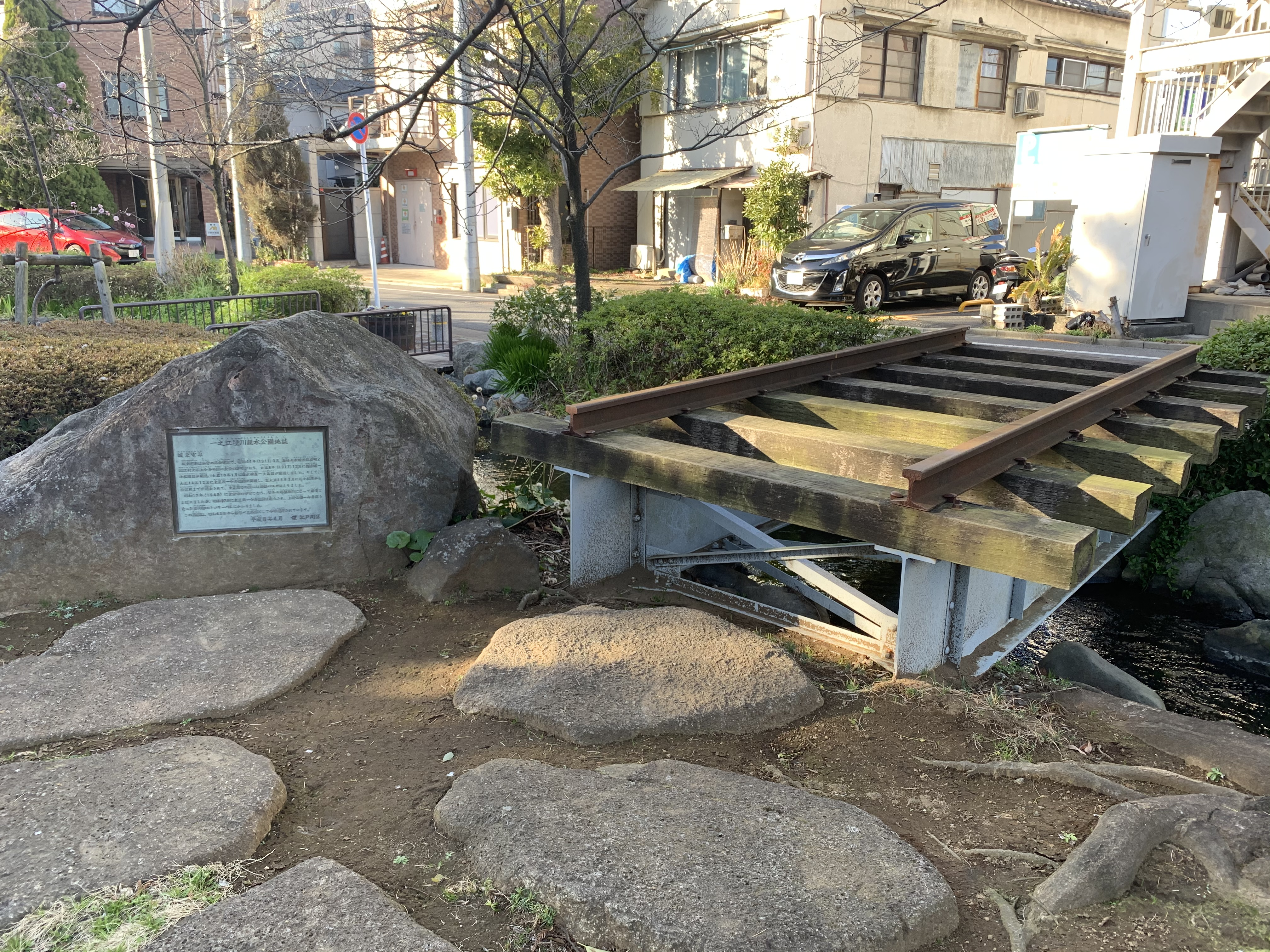
城東電車の橋梁モニュメント

江戸川区一之江6丁目19番1号付近。一之江境川親水公園と今井街道が交差する橋に電車とトロリーバスのミニチュア像があり、親水公園の川には線路がモニュメントとして架かる。線路は1925年（大正14年）から1952年（昭和27年）まで東荒川と今井を結んで走行した、城東電気軌道江戸川線（後の都電一之江線）の跡（モニュメント自体は当時と位置がやや異なる）で、1918年（大正6年）に小松川線を開通させた城東電気軌道の経営による路面電車が走っていた。城東電車は一両編成で車両の形から「マッチ箱電車」、また発車合図のベルの音から「チンチン電車」とも呼ばれ、春には篠崎堤の桜を見る人で満員になったという。
城東電車は1942年（昭和17年）に東京市へ移管、翌年の都制施行で東京都交通局の運営となり、都電26系統として運行されたが、1952年（昭和27年）に今井と上野公園を結んだ都営トロリーバス101系統に置き換えられて廃止。そのトロリーバスもまた、1960年代の人口急増と車の普及に伴い、交通渋滞など道路事情が悪化し、1968年（昭和43年）に廃止された。今井街道の一之江5丁目バス停から一之江境川親水公園へ向かう歩道にはトロリーバスの記念タイルが埋められている。

### 今井街道のハナミズキ並木
江戸川区一之江6丁目19番1号付近。「えどがわ百景38」に選定。一之江駅から松江商店街へと続く今井街道（いまいかいどう）は、一之江境川親水公園を境に東側の一之江商店会をはなみずきロード、西側の西一之江商店会をしらさぎ通りと称す。街道の両側に2キロメートルに渡って240本のハナミズキが植樹され、4月下旬から5月上旬に紅白の花が街道を彩る。電線が地中化されているため、すっきりとした空とハナミズキ並木が眺められる。

### 浴衣地の天日干し風景
江戸川区一之江6丁目17番27号。村井染工場（むらいせんこうじょう）の鉄塔に干された浴衣地が空にたなびく様子が「えどがわ百景28」に選定。村井染工場は昭和11年（1936年）に東小松川で創業、昭和14年（1939年）に現在地に移転し一之江境川で洗いを行っていた。川が親水公園となってからは井戸水を引いて工場内で作業している。二代目・村井米扶（よねすけ）氏は12歳から家業に携わり、平成2年（1990年）東京都伝統工芸士に認定、平成27年（2015年）には東京都から東京マイスターとして表彰された。
村井染工場では暮らしの洋風化に伴い、現在は浴衣地よりも手拭い造りの方が多い。また伝統の注染による染めにこだわり、手作業で裏表を同じ色に染め上げる。注染は機械生産にないぼかしの風合いが出るという。注染を行う染業者はかつて周辺に30数社あったが、現在は東京に4社しかないとされる。

### 金魚の競り見学
江戸川区船堀7丁目19番15号。毎年3月から11月に東京都淡水魚養殖漁業協同組合で金魚の競りが見学できる。開催日は4月から9月は毎週木曜日、それ以外は隔週木曜日。3月の初競りでは「和金」「ランチュウ」など約15種10万匹を仲買人が競り落し、主に観賞用や金魚すくい用として卸売される。
江戸川区の金魚養殖は明治時代末頃に始まったが、昭和40年（1965年）頃から都市化の影響で生産者が関東近県に移転。最盛期に23軒あった江戸川区の養魚場は現在2軒となった。江戸川区産の金魚（リュウキン）は全日本金魚品評会で農林水産大臣賞を数多く受賞。現在も「江戸川リュウキン」と称され高評価を得ている。余談だが同組合の正門前にある街路樹はキンギョツバキと称し葉が金魚の形に見える。また都営新宿線の船堀駅のスタンプには金魚、一之江駅のスタンプには鯉が描かれている。
- 佐々木養魚場（江戸川区一之江6丁目13番17号）天保3年（1837年）創業の老舗金魚店。40種類以上の金魚がおり、鯉も扱っている。
- 堀口養魚場（江戸川区春江5丁目25番）リュウキンといえば堀口琉金と定評がある。クオリティの高い金魚が評判[38]。

### ラーメン大賞4連覇
江戸川区船堀6丁目7番13号。全国屈指のラーメン職人の店・大島はTRYラーメン大賞・味噌の名店部門で4年連続（2014-15／2015-16／2016-17／2017-2018）1位を獲得。店主は札幌味噌ラーメンの名店すみれで12年間修行を積み平成25年（2013年）に一之江境川親水公園近くに店をオープンさせた。

### 古民家・好日荘
江戸川区船堀6丁目11番。マンション敷地内に残る小さな隠れ古民家。枝垂桜が鑑賞できる。後述する船堀7丁目の新川さくら館、6丁目の船堀日枝神社と共に、江戸情緒を考える会が主催する庭園鑑賞と茶房、和風文化などのイベント「江戸楽遊にわカフェ」の会場として利用される。普段、古民家の中には入れないが、近隣のNPO法人ACT「江戸川たすけあいワーカーズもも」が運営するカフェ「まちカフェ広場もも」（船堀6丁目11番25号）に事前予約を入れると古民家の中でランチができる。

### 新川千本桜
一之江境川親水公園の下流終点から南に100mほど進むと江戸川区船堀7丁目1番地1号付近で新川に到着する。新川では平成19年（2007年）から桜の植樹と江戸情緒ある街並みを整備する新川千本桜計画がスタート。平成26年度（2014年度）には新川全3kmの耐震護岸と遊歩道の整備が完了、平成30年3月時点で両岸に20種718本の桜が並ぶ。毎年開催される新川千本桜祭りには手漕ぎ和船も運航し、江戸川区の桜の名所となった。
また船堀7丁目には江戸時代の大店を再現した地域交流センター・新川さくら館や小江戸橋が造られ、河口の西水門には高さ15mの火の見櫓も整備。江戸情緒を体感できる千本桜の風景は「えどがわ百景47」に選定され、平成28年（2016年）には新川千本桜沿川地区が土木学会デザイン賞で優秀賞を受賞した。新川は江戸時代、市中に物資を運ぶ水路、特に行徳の塩を運ぶ「塩の道」として利用され、沿川には味噌や醤油を売る店、料理店などが立ち並び賑わっていた。
- 新川さくら館（江戸川区船堀7丁目15番12号）江戸川区の地域交流センター。花見や散策などの憩いの場。多目的ホール、集会室、喫茶店や広場等があり、様々なイベントも開催[47]。「えどがわ百景125」にも選定されている[48]。

## 一之江境川・寺院巡り
第二次世界大戦後、昭和22年（1947）に農地改革が行われるまで、多くの寺院は広大な農地を所有し、多数の小作人に耕作権を与え小作料を得ることで寺院を経営していた。一之江境川親水公園沿川の寺院も一之江境川を農地の用水路として利用したと考えられる。

### 江戸川区一之江（中流域～上流域）

#### 感応寺・戦時供出を免れた梵鐘
江久山蓮光院・感應寺（かんのうじ）江戸川区一之江7丁目23番11号。一之江駅西口から徒歩7分。元久2年（1205年）真言宗の空念が開山。正応元年（1288年）のちに日蓮宗総本山・身延山久遠寺3世となる日進が改宗した。江戸川区の有形文化財に指定された梵鐘は、元禄11年（1698年）江戸幕府御用を勤めた鋳物師の名跡・釜屋六右衛門が鋳造したもので、戦時供出を免れ区内に残る中では最も古いとされる。鐘楼堂の横には枝垂桜があり、境内には他に千葉県にある大本山・清澄寺の日蓮像を縮小復元した銅像や江戸川区登録有形文化財の筆子塚がある。

#### 申孝園（霊廟）宮沢賢治の歌碑
国柱会・申孝園（こくちゅうかい・しんこうえん）江戸川区一之江6丁目19番18号。昭和3年（1928年）に造られ現在は国柱会本部とその霊廟、老人ホーム、医院があり、池では大賀蓮を鑑賞、春には桜祭りも開催される。国柱会は純正日蓮主義を唱えた田中智学が大正3年（1914年）に組織した在家仏教教団で日蓮宗とは別団体、当初は国家主義的な行動をとったが現在は国から認められた宗教法人で政治的活動はないという。幼少時の田中智学は一之江6丁目の妙覚寺29世・智境院日進を師として明治3年（1870年）10歳の時に得度した。
国柱会は作家・宮沢賢治が会員だったことでも知られ、昭和57年（1982年）宮沢賢治の50回忌追善のため、申孝園内に辞世の歌2首が刻まれた歌碑が建てられた。また大正12年（1923年）賢治の妹トシが亡くなった際、賢治は静岡県三保にあった国柱会本部でトシの分骨の納骨手続きをとっており、申孝園の霊廟にはトシの骨と賢治の遺形が納められているという。国柱会本部によれば遺形とは賢治直筆の手紙である。賢治の墓は岩手県花巻市の日蓮宗寺院・身照寺にある。

#### 長勝寺・浄行菩薩 皮膚に御利益
利栄山善学院・長勝寺（ちょうしょうじ）江戸川区一之江6丁目19番5号。天正11年（1583年）開山の日蓮宗寺院。始めは金嶋山妙覚寺の塔頭で、長勝寺開祖・日信は妙覚寺第九世日住の弟子だった。元禄（1688-1704年）の頃から盛んとなった鬼子母神信仰により祈祷所として隆盛した。境内にある浄行菩薩像は美肌・皮膚病などに御利益があるとされタワシでこすって祈願する参拝者が現在も訪れる。境内から板碑が多数見つかっている。

#### 妙覚寺・妙見菩薩 寿命延ばす福徳
金嶋山等覚院・妙覚寺（みょうかくじ）江戸川区一之江6丁目19番10号。弘安7年（1284年）開山の日蓮宗寺院。開祖は豪族・千葉氏の出と伝わる日全で感應寺開基・日進に師事したとされる。境内には日蓮銅像や妙見堂などがある。北斗七星を神格化した妙見菩薩は北辰菩薩とも称し、国土を守って災難を除き寿命を延ばす福徳があるとされ、武家の守護神として千葉氏など地方豪族が帰依したという。江戸川区登録有形文化財として2幅の「紙本墨書大曼荼羅」を所蔵する。一之江保育園を経営。

#### 法養寺・こども寺 筆子塚
摂取山光照院・法養寺（ほうようじ）江戸川区西一之江3丁目23番1号。大永元年（1521年）貞誉法養が開山した浄土宗寺院。本尊は阿弥陀如来。寺子屋を開いてた事から「こども寺」と呼ばれた。寺子屋は法養寺22世・厳誉連瑞が江戸末期から明治初頭にかけて開設、旧東小松川村、松江村、瑞江村一帯から筆子が集まったという。境内にある戒誉上人筆子塚は江戸川区の登録文化財。筆子塚は教え子達が師匠を偲んで建てた供養塔、墓石のことで、享和2年（1802年）に没した戒誉の墓石には筆子をさす読書手跡門人が建てたとの記載がある。現在は松江ひかり幼稚園を経営。

#### 妙音寺・眼病治癒 片目のフナ伝説
医王山不動院・妙音寺（みょうおんじ）江戸川区一之江5丁目8番20号。建久元年（1190年）秀栄が開山した真言宗豊山派の寺院。江戸名所図会にも載っている。本尊は木造十一面観音立像、春日仏師作のビンズル尊者像も祀る。境内の薬師堂でも春日仏師作の薬師如来を祀るが、この薬師には祈願すると眼病が治る片目のフナ伝説がある。眼病の娘が21日間の願掛けで目が治り、お礼に池に放ったフナがみな片目になったという伝説があり多くの祈願者が訪れた。本堂内陣の脇壇にある木造阿弥陀三尊像は江戸川区指定有形文化財。中尊の阿弥陀如来坐像は平安時代後期のもの、脇侍の観音菩薩立像と勢至菩薩立像は南北朝時代に造立されたとみられる。

#### 円福寺・みちびき地蔵
長慶山寿命院・円福寺（えんぷくじ）江戸川区西一之江3丁目28番13号。大永2年（1522年）賢明法印が開山した真言宗豊山派の寺院たが、それ以前から草庵があったとされる。本尊は木造延命地蔵菩薩座像、室町期の了運による作と伝わり秘仏である。明治から大正時代には円福寺の盆踊りが有名だった。昭和48年（1973年）に建立された門前の六地蔵は「みちびき地蔵」と称する。

### 江戸川区船堀（下流域）

#### 船堀日枝神社・富士塚と力石
船堀日枝神社（ふなぼりひえじんじゃ）江戸川区船堀6丁目7番23号。慶長19年（1614年）船堀新田開発の際に守護神として山王権現を祀ったのが始まりで、旧船堀村東組の鎮守。祭神は国常立尊、左右相殿に春日大明神と稲荷大明神を祀る。別当は隣接の光明寺で明治6年（1873年）に日枝神社と改称した。
境内には江戸川区の登録有形民俗文化財が2つ有り、1つは明治25年（1892年）に富士登山講により造られた富士塚で2基の石碑が建つ。この富士塚は他とは違い盛土の形が独特な椀状で、全山ボク石に覆われている。なお登山講は明治時代に廃絶した。もう一つの文化財は15基の力石群。日枝神社は江戸川区域では代表的な力くらべが行われた神社で、明治23年（1890年）建立の力持ちの碑も残る。また、明治30年（1897年）に建立された乾海苔創業記念碑もあり、かつて海苔が江戸川区の特産だった事を伝えている。

#### 光明寺・不動明王 眼病に御利益
稲香山横道院・光明寺（こうみょうじ）江戸川区船堀6丁目8番18号。慶長19年（1614年）覚仙が開山した真言宗豊山派の寺院。雲切不動尊を勧請して天下泰平、五穀豊穣、病災消除の護摩修行を行ったのが始まり。門前の道が横丁に入る通路となっていたことから「横道の不動様」とも呼ばれた。光明寺の不動明王は眼病に御利益があるとされ、深川から成田山へ向かう旅人も必ず立ち寄ったという。

#### 法龍寺・カエルの供養塔
幸雲山道観院・法龍寺（ほうりゅうじ）江戸川区船堀6丁目9番30号。慶長年間に雲誉道観法龍が開山した浄土宗寺院。本尊は阿弥陀如来。境内には北辰一刀流の武芸者・北島桃源の墓がある。寛文4年（1654年）建立の3猿が刻まれた青面金剛像庚申塔と明治31年（1898年）に建立された大岡勇喜頌徳碑は江戸川区の登録有形民俗文化財。大賀勇喜は明治8年（1875年）に船堀村に移り住み私立大岡学校を開いた。頌徳碑は大岡勇喜を慕う卒業生たちにより建てられたもの。現在は月映保育園を経営。
山門前には食用蛙供養塔が建つ。食用蛙は昭和頃から江戸川区内に生息し、池や沼、蓮田、水田などで繁殖して輸出もされた。昭和25年（1950年）には年間2万kg以上も捕獲されたがやがて乱獲のため激減した。この供養塔は昭和27年（1952年）東京都食用蛙組合が建立。蛙の図が描かれた珍しい供養塔である。また境内には大小様々なカエルグッズを展示した棚がある。レトロなグッズも多くディープな雰囲気を漂わせている。

## 交通アクセス
上流
- 一之江抹香亭（江戸川区一之江5丁目13番16号）。
  - 都営バス・新小20「東新小岩4丁目」行き、一之江駅東口・バス停９番「一之江駅前」乗車⇒「共育プラザ一之江入口」⇒「一之江2丁目」⇒「一之江高速入口」下車徒歩3分。
  - 帰りは、新小20「一之江駅前」行きに乗車。
- 円福寺・上流じゃぶじゃぶ池（江戸川区西一之江3丁目28番13号付近）。
  - 都営バス・新小20「東新小岩4丁目」行き、一之江駅東口・バス停９番「一之江駅前」乗車⇒「共育プラザ一之江入口」⇒「一之江2丁目」下車徒歩5分[76]。

中流
- 城東電気軌道江戸川線跡（江戸川区一之江6丁目19番1号付近）一之江駅東口から徒歩10分、西口からも徒歩10分。
  - 都営バス・新小22「新小岩駅前」行き、一之江駅東口・バス停１番「一之江駅前」乗車⇒「一之江4丁目」⇒「一之江5丁目」下車徒歩1分。
  - 都営バス・亀26「亀戸駅前」行き、一之江駅東口・バス停５番「一之江駅前」乗車⇒「一之江4丁目」⇒「一之江5丁目」下車徒歩1分。
  - 都営バス・新小29「東新小岩4丁目」行き、一之江駅西口・バス停８番「一之江駅前」乗車⇒「一之江4丁目」⇒「一之江5丁目」下車徒歩1分[76]。
  - 帰りは、新小22「葛西駅前」行き、亀26「今井」行き、新小29「葛西駅前」行き、新小29-２「東京臨海病院前」行きに乗車。

- 浴衣地天日干し村井染工場・中流じゃぶじゃぶ池（江戸川区一之江6丁目17番27号）一之江駅西口から徒歩8分（住宅街を抜ける）。

下流
- ニ之江さくら公園・下流じゃぶじゃぶ池（江戸川区二之江町1374番）船堀駅南口から徒歩8分。
  - 都営バス・臨海28甲「東小松川車庫」行き、一之江駅東口・バス停6番「一之江駅前」乗車⇒「葛西工業高校前」⇒「春江町4丁目」⇒「松江6丁目」下車徒歩2分。但し平日のみ1日1本のレアな路線で「一之江駅前」11時5分発。帰りは「松江6丁目」から15時34分発の臨海28甲「一之江駅前」行きに乗車。

- 船堀日枝神社（江戸川区船堀6丁目7番23号）船堀駅南口から徒歩8分。

- 新川・新渡橋（江戸川区船堀7丁目1番地1号付近）。
  - 都営バス・西葛26「葛西臨海公園駅前」行き、船堀駅南口・バス停2番「船堀駅前」乗車⇒「船堀スポーツ公園前」⇒「船堀3丁目」⇒「陣屋橋」⇒「新渡橋」下車徒歩1分。
  - 都営バス・錦25「葛西駅前」 行き、船堀駅北口・バス停5番「船堀駅前」⇒「船堀小学校前」⇒「船堀中組」⇒「陣屋橋」下車徒歩3分。
  - 都営バス・FL01「葛西駅前」 行き、船堀駅北口・バス停5番「船堀駅前」⇒「船堀小学校前」⇒「船堀中組」⇒「陣屋橋」下車徒歩3分。FL01は土、休日のみ運行[77]。
  - 帰りは、西葛26「船堀駅前」行き、錦25「錦糸町駅前」行き、FL01「錦糸町駅前」行きに乗車。

中流から下流へのバス移動
- 都営バス・平23「葛西駅前」行き、「一之江5丁目」（城東電気軌道江戸川線跡）⇒ 「一之江7丁目」（中流じゃぶじゃぶ池）⇒ 「春江町4丁目」（二之江さくら公園）⇒「春江町5丁目」（東京都淡水魚養殖漁業協同組合）⇒「三角」（新川さくら館）。
- 下流から中流へは、平23「平井駅前」行きに乗車。